# Lijst van afleveringen van The West Wing
Dit is een lijst met afleveringen van de Amerikaanse NBC-televisieserie The West Wing. De serie telt zeven seizoenen, waarvan de eerste vijf in Nederland werden uitgezonden door RTL 4 (tot 2006). Vanaf januari 2009 zond RTL 4 serie 7 uit. Serie 6 is in Nederland dus niet te zien geweest. Een overzicht van alle afleveringen is hieronder te vinden.

## Seizoen 1
| Nr. | Titel aflevering               | Uitzenddatum VS   |
| --- | ------------------------------ | ----------------- |
| 1   | Pilot                          | 22 september 1999 |
| 2   | Post Hoc, Ergo Propter Hoc     | 29 september 1999 |
| 3   | A Proportional Response        | 6 oktober 1999    |
| 4   | Five Votes Down                | 13 oktober 1999   |
| 5   | The Crackpots and These Women  | 20 oktober 1999   |
| 6   | Mr. Willis of Ohio             | 3 november 1999   |
| 7   | The State Dinner               | 10 november 1999  |
| 8   | Enemies                        | 17 november 1999  |
| 9   | The Short List                 | 24 november 1999  |
| 10  | In Excelsis Deo                | 15 december 1999  |
| 11  | Lord John Marbury              | 5 januari 2000    |
| 12  | He Shall, from Time to Time... | 12 januari 2000   |
| 13  | Take Out the Trash Day         | 26 januari 2000   |
| 14  | Take This Sabbath Day          | 9 februari 2000   |
| 15  | Celestial Navigation           | 16 februari 2000  |
| 16  | 20 Hours in L.A.               | 23 februari 2000  |
| 17  | The White House Pro-Am         | 22 maart 2000     |
| 18  | Six Meetings Before Lunch      | 5 april 2000      |
| 19  | Let Bartlet Be Bartlet         | 26 april 2000     |
| 20  | Mandatory Minimums             | 3 mei 2000        |
| 21  | Lies, Damn Lies and Statistics | 10 mei 2000       |
| 22  | What Kind of Day Has It Been?  | 17 mei 2000       |

## Seizoen 2
| Nr. | Titel aflevering                                        | Uitzenddatum VS  |
| --- | ------------------------------------------------------- | ---------------- |
| 1   | In the Shadow of Two Gunmen: Part 1                     | 4 oktober 2000   |
| 2   | In the Shadow of Two Gunmen: Part 2                     | 4 oktober 2000   |
| 3   | The Midterms                                            | 18 oktober 2000  |
| 4   | In This White House                                     | 25 oktober 2000  |
| 5   | And It's Surely to Their Credit                         | 1 november 2000  |
| 6   | The Lame Duck Congress                                  | 8 november 2000  |
| 7   | The Portland Trip                                       | 15 november 2000 |
| 8   | Shibboleth                                              | 22 november 2000 |
| 9   | Galileo                                                 | 29 november 2000 |
| 10  | Noël                                                    | 20 december 2000 |
| 11  | The Leadership Breakfast                                | 10 januari 2001  |
| 12  | The Drop In                                             | 24 januari 2001  |
| 13  | Bartlet's Third State of the Union                      | 7 februari 2001  |
| 14  | The War at Home                                         | 14 februari 2001 |
| 15  | Ellie                                                   | 21 februari 2001 |
| 16  | Somebody's Going to Emergency, Somebody's Going to Jail | 28 februari 2001 |
| 17  | The Stackhouse Filibuster                               | 14 maart 2001    |
| 18  | 17 People                                               | 4 april 2001     |
| 19  | Bad Moon Rising                                         | 25 april 2001    |
| 20  | The Fall's Gonna Kill You                               | 2 mei 2001       |
| 21  | 18th and Potomac                                        | 9 mei 2001       |
| 22  | Two Cathedrals                                          | 16 mei 2001      |

## Seizoen 3
| Nr. | Titel aflevering             | Uitzenddatum VS  |
| --- | ---------------------------- | ---------------- |
| 1   | Isaac and Ishmael            | 3 oktober 2001   |
| 2   | Manchester: Part 1           | 10 oktober 2001  |
| 3   | Manchester: Part 2           | 17 oktober 2001  |
| 4   | Ways and Means               | 24 oktober 2001  |
| 5   | On the Day Before            | 31 oktober 2001  |
| 6   | War Crimes                   | 7 november 2001  |
| 7   | Gone Quiet                   | 14 november 2001 |
| 8   | The Indians in the Lobby     | 21 november 2001 |
| 9   | The Women of Qumar           | 28 november 2001 |
| 10  | Bartlet for America          | 12 december 2001 |
| 11  | H.Con-172                    | 9 januari 2002   |
| 12  | 100,000 Airplanes            | 16 januari 2002  |
| 13  | The Two Bartlets             | 30 januari 2002  |
| 14  | Night Five                   | 6 februari 2002  |
| 15  | Hartsfield's Landing         | 27 februari 2002 |
| 16  | Dead Irish Writers           | 6 maart 2002     |
| 17  | The U.S. Poet Laureate       | 27 maart 2002    |
| 18  | Stirred                      | 3 april 2002     |
| 19  | Enemies Foreign and Domestic | 1 mei 2002       |
| 20  | The Black Vera Wang          | 8 mei 2002       |
| 21  | We Killed Yamamoto           | 15 mei 2002      |
| 22  | Posse Comitatus Act          | 22 mei 2002      |

## Seizoen 4
| Nr. | Titel aflevering                     | Uitzenddatum VS   |
| --- | ------------------------------------ | ----------------- |
| 1   | 20 Hours in America: Part 1          | 25 september 2002 |
| 2   | 20 Hours in America: Part 2          | 25 september 2002 |
| 3   | College Kids                         | 2 oktober 2002    |
| 4   | The Red Mass                         | 9 oktober 2002    |
| 5   | Debate Camp                          | 16 oktober 2002   |
| 6   | Game On                              | 30 oktober 2002   |
| 7   | Election Night                       | 6 november 2002   |
| 8   | Process Stories                      | 13 november 2002  |
| 9   | Swiss Diplomacy                      | 20 november 2002  |
| 10  | Arctic Radar                         | 27 november 2002  |
| 11  | Holy Night                           | 11 december 2002  |
| 12  | Guns Not Butter                      | 8 januari 2003    |
| 13  | The Long Goodbye                     | 15 januari 2003   |
| 14  | Inauguration: Part 1                 | 5 februari 2003   |
| 15  | Inauguration Day: Part 2: Over There | 12 februari 2003  |
| 16  | California 47th                      | 19 februari 2003  |
| 17  | Red Haven's on Fire                  | 26 februari 2003  |
| 18  | Privateers                           | 26 maart 2003     |
| 19  | Angel Maintenance                    | 2 april 2003      |
| 20  | Evidence of Things Not Seen          | 23 april 2003     |
| 21  | Life on Mars                         | 30 april 2003     |
| 22  | Commencement                         | 7 mei 2003        |
| 23  | Twenty Five                          | 14 mei 2003       |

## Seizoen 5
| Nr. | Titel aflevering            | Uitzenddatum VS   |
| --- | --------------------------- | ----------------- |
| 1   | 7A WF 83429                 | 24 september 2003 |
| 2   | Dogs of War                 | 1 oktober 2003    |
| 3   | Jefferson Lives             | 8 oktober 2003    |
| 4   | Han                         | 22 oktober 2003   |
| 5   | Constituency of One         | 29 oktober 2003   |
| 6   | Disaster Relief             | 5 november 2003   |
| 7   | Separation of Powers        | 12 november 2003  |
| 8   | Shutdown                    | 19 november 2003  |
| 9   | Abu el Banat                | 3 december 2003   |
| 10  | The Stormy Present          | 7 januari 2004    |
| 11  | The Benign Prerogative      | 14 januari 2004   |
| 12  | Slow News Day               | 4 februari 2004   |
| 13  | The Warfare of Genghis Khan | 11 februari 2004  |
| 14  | An Khe                      | 18 februari 2004  |
| 15  | Full Disclosure             | 25 februari 2004  |
| 16  | Eppur Si Muove              | 3 maart 2004      |
| 17  | The Supremes                | 24 maart 2004     |
| 18  | Access                      | 31 maart 2004     |
| 19  | Talking Points              | 21 april 2004     |
| 20  | No Exit                     | 28 april 2004     |
| 21  | Gaza                        | 12 mei 2004       |
| 22  | Memorial Day                | 19 mei 2004       |

## Seizoen 6
| Nr. | Titel aflevering       | Uitzenddatum VS  |
| --- | ---------------------- | ---------------- |
| 1   | N.S.F. Thurmont        | 20 oktober 2004  |
| 2   | The Birnam Wood        | 27 oktober 2004  |
| 3   | Third Day Story        | 3 november 2004  |
| 4   | Liftoff                | 10 november 2004 |
| 5   | The Hubbert Peak       | 17 november 2004 |
| 6   | The Dover Test         | 24 november 2004 |
| 7   | A Change Is Gonna Come | 1 december 2004  |
| 8   | In the Room            | 8 december 2004  |
| 9   | Impact Winter          | 15 december 2004 |
| 10  | Faith-Based Initiative | 5 januari 2005   |
| 11  | Opposition Research    | 12 januari 2005  |
| 12  | 365 Days               | 19 januari 2005  |
| 13  | King Corn              | 26 januari 2005  |
| 14  | The Wake Up Call       | 9 februari 2005  |
| 15  | Freedonia              | 16 februari 2005 |
| 16  | Drought Conditions     | 23 februari 2005 |
| 17  | A Good Day             | 2 maart 2005     |
| 18  | La Palabra             | 9 maart 2005     |
| 19  | Ninety Miles Away      | 16 maart 2005    |
| 20  | In God We Trust        | 23 maart 2005    |
| 21  | Things Fall Apart      | 30 maart 2005    |
| 22  | 2162 Votes             | 6 april 2005     |

## Seizoen 7
| Nr. | Titel aflevering            | Uitzenddatum VS   |
| --- | --------------------------- | ----------------- |
| 1   | The Ticket                  | 25 september 2005 |
| 2   | The Mommy Problem           | 2 oktober 2005    |
| 3   | Message of the Week         | 9 oktober 2005    |
| 4   | Mr. Frost                   | 16 oktober 2005   |
| 5   | Here Today                  | 23 oktober 2005   |
| 6   | The Al Smith Dinner         | 30 oktober 2005   |
| 7   | The Debate                  | 6 november 2005   |
| 8   | Undecideds                  | 4 december 2005   |
| 9   | The Wedding                 | 11 december 2005  |
| 10  | Running Mates               | 8 januari 2006    |
| 11  | Internal Displacement       | 15 januari 2006   |
| 12  | Duck and Cover              | 22 januari 2006   |
| 13  | The Cold                    | 12 maart 2006     |
| 14  | Two Weeks Out               | 19 maart 2006     |
| 15  | Welcome to Wherever You Are | 26 maart 2006     |
| 16  | Election Day                | 2 april 2006      |
| 17  | Election Day: Part 2        | 9 april 2006      |
| 18  | Requiem                     | 16 april 2006     |
| 19  | Transition                  | 23 april 2006     |
| 20  | The Last Hurrah             | 30 april 2006     |
| 21  | Institutional Memory        | 7 mei 2006        |
| 22  | Tomorrow                    | 14 mei 2006       |